# George Elokobi
George Nganyuo Elokobi (Mamfé, 31 gennaio 1986) è un allenatore di calcio ed ex calciatore camerunese, di ruolo difensore.

## Caratteristiche tecniche
Era un difensore centrale, dotato di un eccellente uso della forza fisica e forte nell'uno contro uno, marcatura e contrasti senza fronzoli.

## Carriera
Ha esordito in Premier League il 22 agosto 2009 entrando nel secondo tempo della partita contro il Manchester City. Nonostante sia di costituzione particolarmente robusta e muscolosa è dotato di una buona velocità.
Al termine del campionato 2013-2014 è rimasto svincolato, firmando così un contratto di un anno con l'Oldham Athletic.

## Palmarès

### Giocatore

#### Competizioni nazionali
- Football League Championship: 1

Wolverhampton: 2008-2009
- Football League One: 1

Wolverhampton: 2013-2014
- National League South: 1

Maidstone United: 2021-2022